# Nazarener (Religion)
Nazarener bzw. Nazoräer ist ein neutestamentliches Synonym und oft verwendeter Beiname Jesu von Nazaret und der Name religiöser – zumeist christlicher – Gruppen.
Zwischen den beiden Formen des Wortes wird in den etlichen Übersetzungen der christlichen Bibel und vielfach auch in sonstiger christlicher Literatur und dem allgemeinen Sprachgebrauch nicht unterschieden, wobei „Nazarener“ die in den westeuropäischen Sprachen am häufigsten vorkommende Form ist.

## Etymologie der Begriffe
Die etymologische Ableitung der Begriffe Nazarener und Nazoräer wird in der Literatur in unterschiedlicher Weise begründet und ist noch nicht vollständig geklärt.
Zwei hebräische Grundbegriffe gelten als Ausgangspunkt: Das hebräische Verb nāṣar (hebr. נצר) und das aus dieser Wurzel gebildete Nomen næṣær (hebr. נֵצֶר), das im Konsonantenbestand identisch ist mit dem Verb.
Das hebräische Verb nāṣar bedeutet „beobachten“, „bewachen, hüten“. Dem entspricht die hebräische Bezeichnung nōṣrī (hebr. נצרי) („Wächter“, „Hüter, Bewahrer“) und mit der gleichen Bedeutung das aramäische natsaraya.
Der hebräische Ausdruck næṣær bedeutet „Spross, Trieb, Schössling“ und wird gelegentlich als messianischer Begriff verwendet (so in Jes 11,1 ; 4QIs 3,15 ff.). Viel häufiger begegnet in dieser Verwendung das gleichbedeutende צֶמַח ṣæmaḥ. Nach einigen Interpreten sei aus dem Namen næṣær und seinem Bezug zur messianischen Prophezeiung in Jes 11,1 auch der Name der Stadt Nazaret zu erklären, die im 2. Jahrhundert vor Chr. durch Mitglieder der davidischen Familie (neu) gegründet worden sei.
Es fällt außerdem auf, dass die Orts- bzw. Herkunftsbezeichnungen Nazaret, Nazara, Nazoräer und Nazarener alle auf den Wortstamm der hebräischen Begriffe nāṣar und næṣær zurückgeführt werden können. Diese Ähnlichkeit der Begriffe ermöglicht Wortspiele (wie z. B. in Mt 2,23 ), die auch sonst vielfach aus der biblischen und rabbinisch-jüdischen Tradition bekannt sind.
Einzelne Autoren haben auch eine Verbindung zum Begriff Nasiräer (hebr. נָזִיר, nāzīr) in Erwägung gezogen. Ein Nasiräer ist ein Gottgeweihter, der strenge Regeln befolgt (Ri 13,5-7 ). Abstinenz gehört mit dazu. Etymologisch macht diese Herleitung, wie Ri 13,16  zeigen, wenige Probleme. So weist Ναζωραῖος erstens die typische Adjektivendung (αῖος) auf, die auch Ri 13,5LXXA und 13,7LXXA (ναζιραῖος) für ihre Wiedergabe von נזיר belegen. Zweitens bietet Ναζωραῖος mit den Konsonanten Ν-ζ-ρ denselben Bestand wie Ri 13,5LXXB (ναζιρ) und lässt sich von hierher gut als Transkription von נזיר verstehen. Mit Klaus Berger ist zudem festzustellen, dass „bei der Transkription hebräischer Eigennamen eine Wiedergabe des plene geschriebenen Jod durch das griechische Omega relativ häufig belegt ist“. Auf diese Weise ließe sich die etymologische Herkunft von Ναζωραῖος als griechisches Äquivalent zu hebr. נָזִיר (nāzīr) gut vertreten.

## Begriffe: Nazarener, Nazoräer, Nazara, Nazaret
Insbesondere im angelsächsischen Sprachraum wird von Bibelübersetzern häufig der Begriff Nazarener (engl. Nazarene) verwendet, unabhängig davon, ob in den griechischen Texten Nazoräer (griech. Ναζωραῖος) oder Nazarener (griech. Ναζαρηνός) geschrieben steht. Diese Übersetzungspraxis betrifft sowohl biblische als auch kirchengeschichtliche Texte. Wortgetreue Übersetzungen unterscheiden dagegen zwischen den beiden Formen des Namens.

### Vorkommen der Begriffe in der Bibel
Nach dem etablierten Text des Novum Testamentum Graece kommt im gesamten Neuen Testament der Begriff Nazarener sechsmal und Nazoräer dreizehnmal vor – davon siebenmal in der Apostelgeschichte. Mit der einzigen Ausnahme von Apg 24,5 , wo als Nazoräer die Anhänger Jesu bezeichnet werden, wird das Wort immer als Attribut für Jesus verwendet.
Im Matthäus- und Johannesevangelium wird nur der Begriff Nazoräer benutzt. Die Bezeichnung Nazarener wird ausschließlich im Markus- und im Lukasevangelium verwendet (Mk 1,24  par.: Lk 4,34 ; Mk 10,47 ; Mk 14,62 ; Mk 14,62  vgl. Lk 24,19 ). Andererseits wird der Begriff Nazoräer im Markusevangelium nie verwendet. Markus betont wahrscheinlich bewusst die Herkunft Jesu aus dem Hause Davids (der Spross Isais) gemäß Jes 11,1-10 . Jesus wird denn auch des Öfteren als Sohn Davids angesprochen (Mk 10,47 f; Mk 11,10 ; Mk 12,35 ).
Der Name der Stadt, in der Jesus aufgewachsen sei, wird im Neuen Testament zweimal – in Mt 4,13  und in der Parallelstelle Lk 4,16  – als Nazara (Ναζαρά) angegeben. An beiden Stellen ist dies der Name der Ortschaft, die zuerst in den Berichten vom Wirken Jesu genannt wird.
Auch Origenes verwendet in Anlehnung an das Matthäus- und Lukasevangelium den Namen Nazara.
An allen anderen Stellen wird der Name der Ortschaft als Nazaret (Ναζαρέτ oder Ναζαρέθ) angegeben. Hierbei wird im Allgemeinen angenommen, dass Naz(a)rā mit der hebräischen Hauptform des Namens נַצְרַת (naṣrat) in Zusammenhang stehe und dass der Name der Stadt mehrere Nebenformen – unter anderen נָצֶרֶת (nāṣæræt) – gehabt habe.

## Die juden-christliche Gruppierung der Nazoräer
Die Nazoräer (auch Nasoräer, Nasiräer oder Nasiräer-Sekte) waren eine frühjüdisch-christliche oder judenchristliche Gruppierung in der Spätantike, über die es nur wenige und teilweise widersprüchliche Quellen gibt. Sie sind nicht zu verwechseln mit den „Nasiräern“ aus dem Tanach oder Alten Testament.
Im historischen Kontext sind die Nazoräer eine judenchristliche Sekte, also eine Gruppe, die Jesus als Messias anerkannte, aber weiterhin stark an Gesetzen und Traditionen festhielten.
Das heißt, sie betrachteten Jesus als den Messias, hielten aber am jüdischen Gesetz aus der Tora fest.
Sie unterschieden sich von anderen judenchristlichen Gruppen wie den Ebioniten, mit denen sie oft verwechselt wurden.
Im Gegensatz zu den Ebioniten lehnten sie vermutlich nicht die jungfräuliche Geburt Jesu ab und hielten sich nicht nur an eine rein menschliche Interpretation Jesu.
Sie akzeptierten möglicherweise große Teile des Neuen Testaments, aber in einer jüdisch geprägten Auslegung.
Die meisten Informationen über die Nazoräer stammen aus den Schriften von Kirchenvätern wie Epiphanius von Salamis aus dem 4. Jahrhundert, der in seiner Schrift Panarion über verschiedene Häresien schreibt.
Epiphanius erwähnt die Nazoräer als eine eigene Gruppe, die im römische Palaestina insbesondere in Regionen wie Bereia (Aleppo) und Basanitiden (Gebiet um Basan), lebte.

## Nazarener / Nazoräer als Bezeichnung Jesu
Nach der traditionellen Auffassung, der in der neueren Forschung vielfach gefolgt wird, sind „Nazarener“ und „Nazoräer“ Appositionen, die sich auf die Herkunft Jesu beziehen und damit dem Ausdruck „von bzw. aus Nazaret“ (Mt 21,11 ; Joh 1,45 ; Apg 10,38 ) gleichzusetzen sind. Für die Form „Nazarener“ wird die Herleitung aus dem Ortsnamen Nazaret als gesichert betrachtet, während für „Nazoräer“ die Abstammung aus einer Nebenform naṣōr von dem gleichen Ortsnamen vorgeschlagen worden ist.
Ein direkter Bezug auf diese Bedeutung von Nazarener / Nazoräer wird explizit im Matthäusevangelium (2,23 ) genommen:
Josef „ließ sich in einer Stadt namens Nazaret nieder. Denn es sollte sich erfüllen, was durch die Propheten gesagt worden ist: Er wird Nazoräer genannt werden.“
Viele Ausleger sehen in diesem Passus eine Anspielung auf Jes 11,1 , wo der Messias „Spross“ (nēṣer) Davids genannt wird. Es wird aber nicht ausgeschlossen, dass hier ein Verweis auf mehrere Prophezeiungen vorliegen könnte, wobei andere Stellen der Bücher Jesaia (Jes 42,6 ; 49,6 ; u. a.) und Jeremias (Jer 31,6f ) herangezogen worden sind.
Matthias Berghorn verweist darauf, dass „Nazoräer“ als Ableitung vom hebräischen נזיר ursprünglich eine herausragende Gestalt meinen kann, zumeist einen asketischen Menschen (vgl. Simson in Ri 13 ), aber auch einen Herrscher (vgl. Josef in Gen 49,26LXX). Da der Begriff Ναζωραῖος an einigen Stellen des Neuen Testaments im Kontext der Bezeichnung Jesu als Herrscher zu finden ist (z. B. Joh 19 ; Apg 2 ), kann Ναζωραῖος ursprünglich einen Herrschertitel für Jesus meinen. Beispielhaft lässt sich das an Mt 2 zeigen, in der Flucht, Rückkehr und Ankunft Jesu in Galiläa mit dem Schicksal Jerobeams, dem ersten König des Nordreiches (vgl. 1 Kön 11,26-12,25), parallelisiert wird. Hier wird Jesus zum König in Galiläa, so dass sich erfüllt, dass er Ναζωραῖος genannt wird (Mt 2,23 ). Möglicherweise wurde diese Bedeutung bald nicht mehr verstanden und dann mit der Stadt Nazaret verbunden.
Einer von vielen Kommentatoren vertretenen Auffassung zufolge ist es möglich, dass die Evangelien eine damals herabsetzend gemeinte Fremdbezeichnung Jesu als „Nazoraios“ umzudeuten versucht haben (z. B. in Mt 26,71 ; Joh 19,19 ). Dass dieser Beiname im Umfeld der Evangelisten wiederum einen Bezug auf Nazaret hatte, lege Joh 1,46  nahe:
„Da sagte Natanaël zu ihm: ‚Aus Nazaret? Kann von dort etwas Gutes kommen?‘“
Einen ähnlichen Ansatz hatte Anfang des 20. Jahrhunderts Mark Lidzbarski vorgeschlagen. Nach Lidzbarski weise der aramäische Name נאצוראיא (naṣōraijē) eine Form auf, die sonst hauptsächlich in den Bezeichnungen für Vertreter bestimmter Lehrtätigkeiten – wie Amoräer und Saboräer für Talmudlehrer – vorkam. Erst die Evangelisten hätten ihn bewusst oder irrtümlich auf Nazaret bezogen, um den Ausdruck „Nazoraios“ zu erklären.
Hartmut Stegemann schrieb, dass die Bezeichnung „Nazoräer“ für Jesus seine Zugehörigkeit zum Jüngerkreis um Johannes den Täufer meinen kann:

„Wegen dieser Bedeutsamkeit seiner Taufe haben zeitgenössische Juden den Johannes und seine Anhänger etwas spöttisch ‚die Bewahrer’ genannt, aramäisch  n a z r é n oder – mit Artikel –  n a z r á j j a,  in griechischer Wiedergabe  n a z a r e n o í  bzw.  n a z o r a i o i. Zur besseren Unterscheidung von vielen Gleichnamigen wurde deshalb Jesus ‚der Nazarener’ […] genannt, was ursprünglich gar nicht seine Herkunft ‚aus Nazaret’ meinte (so interpretieren viele Bibelübersetzungen den Ausdruck an den genannten Stellen), sondern seine Herkunft aus dem Täuferkreis oder seine Zugehörigkeit zu diesem.“

## Nazoräer als Bezeichnung religiöser Angehörigkeit

### Im ersten Jahrhundert
Im Neuen Testament werden die Nachfolger Jesu von Nazaret dreimal Christianoi („Christen“) genannt, laut Apg 11,26  zuerst in Antiochia. Das Wort Nazoraioi („Nazoräer“) wird nur einmal verwendet. In Apg 24,5  überliefert der neutestamentliche Autor, dass jüdische Führungskreise aus Jerusalem den hellenistischen Judenchristen Paulus von Tarsus verklagten. Der römische Kläger Tertullus beschimpft hier Paulus als einen Anführer der Nazoräer, der unter den Juden Unruhe stifte:
„Denn wir haben diesen Mann als eine Pest befunden und als einen, der unter allen Juden, die auf dem Erdkreis sind, Aufruhr erregt, und als einen Anführer der ‚Sekte der Nazoräer‘ (Apg 24,5 )“.

### Nazarenerim jüdischen Gebrauch
Die antiochisch-heidnische Bezeichnung, und später christliche Selbstbezeichnung, Christianoi war problematisch für Juden, die Jesus nicht als ho Christos benennen wollten. Tertullian spricht von einer ständigen Gewohnheit der Juden, Christen als „Nazarener“ zu bezeichnen. Dies wird durch Eusebius bestätigt. In hebräischer Sprache wurde der Begriff נצרים nōṣrīm die bis heute geläufige Bezeichnung für Christen und Jesus selbst. In dem hebräischen Neuen Testament von Franz Delitzsch aber steht für Christianoi Apg 11,26 , dass die Jünger in Antiochia zuerst als „Messianische“ (משיחיים meschijkhijjim) genannt wurden. Siehe auch: Messianische Juden.

### Nazarenerin der patristischen Verwendung
Mit Patristik wird die christliche Theologie und Philosophie charakterisiert, die sich auf die Wirkzeit der Kirchenväter bezieht, zeitlich abgrenzbar vom 1. Jahrhundert bis zum 7. bzw. frühen 8. Jahrhundert n. Chr.
So bezogen sich einige Kirchenväter auf den unscharf definierten Begriffsinhalt „Nazarener“. So um das Jahr 395 der Kirchenvater Hieronymus. Er zitierte aus dem Nazaräerevangelium der „Nazarener“ aus Berea in Syrien.
Auch Epiphanius von Salamis versuchte eine Bestimmung des Begriffs „Nazarener“, in die nicht-häretisch betrachtete nasaraioi um sie von den als häretisch angesehenen nazoraioi, oder Ebioniten zu unterscheiden. Die einzige Erwähnung einer religiösen Sekte, die diesen Namen (als Νασαραῖοι Nasaraioi) in vorchristlicher Zeit getragen haben soll, befand sich in Epiphanius (Haereses XVIII): Es habe sich um eine jüdische Gruppe gehandelt, aus der später die Mandäer hervorgegangen sei. Um 404 n. Chr. schrieb Hieronymus in einem seiner Briefe an Augustinus, dass die Nazoräer an Jesus Christus, seine Geburt durch Maria sowie die Kreuzigung und Auferstehung Jesu Christi glaubten, aber gleichzeitig jüdische Regeln befolgten.
Im 4. Jahrhundert schrieb Epiphanios von Salamis über eine jüdische Gruppe mit dem Namen Nazoräer (griech. Ναζωραιοι), die in Syrien, Decapolis (Pella) und Batanäa (Kochabe) existierte. Diese Gruppe verstand sich in direkter Nachfolge von Juden, die kurz vor der Zerstörung des Tempels im Jahre 70 aus Jerusalem geflohen waren. Ihre messianischen (christlichen) Lehren standen allerdings nicht im Widerspruch zu ihrer jüdischen Religion, der sie weiterhin folgten.
Die Spuren der Nazoräer lassen sich bis ins fünfte Jahrhundert n. Chr. verfolgen.

### In der arabischen Welt
Naṣārā ist bis heute die Bezeichnung der Christen im Koran und in der arabischen Welt im Allgemeinen (نصرانى, DMG naṣrānī, pl.: نصارى / naṣārā, z. B. Sure 2:110, Sure 3:67). Der Plural Naṣārā wird dabei als syrisch-aramäisches Derivat von Nazaret verstanden.
Im Juni 2014 kennzeichneten Mitglieder der Organisation Islamischer Staat in von ihnen kontrollierten Gebieten im Irak Häuser von Christen mit einem Nūn (ن), dem arabischen Zeichen für N und Anfangsbuchstaben von naṣrānī. Siehe dazu auch die alttestamentliche Kenntlichmachung der jüdischen Häuser in Exodus 12,7-13 .
Unter den syrischen und arabischen Christen wird auch die Selbstbezeichnung مسيحي / masīḥī verwendet.
In der Haran Gawaitha ist Nazoräer auch als Bezeichnung der Mandäer überliefert worden.

### Seit dem 18. Jahrhundert, von Freikirchen
Der Name Nazarener wird in neuester Zeit auch von evangelikalen Freikirchen verwendet.